# 삼성 하우젠
삼성 하우젠(Samsung Hauzen)은 세탁기, 청소기, 에어컨, 오븐, 냉장고(김치 냉장고) 등을 포함하는, 삼성전자의 대한민국 내 프리미엄 생활 가전브랜드다. 해외시장에서는 하우젠이 아닌 삼성이라는 이름으로 판매를 한다. 국내 냉장고 시장에서는 하우젠이 아닌 지펠 (Zipel)이라는 이름으로 판매중이다.

## 연혁
삼성전자는 1972년 냉장고 사업을 시작으로 1974년 에어컨, 세탁기, 1978년 청소기, 1979년 전자렌지 사업을 개시하였다. 여기에 1997년 독립 냉각 양문형 냉장고, 1998년 인테리어 양문형 냉장고, 2000년에는 디지털 세탁기, 2005년 4도어 냉장고를 만들었다. 하우젠 (Hauzen)은 상기 사업들을 포괄하는 브랜드로 2002년 8월에 설립되었다.
2009년부터 김연아가 광고 모델로 활동하고 있다. 2011년 2월부터 브랜드가 폐지되었다.

## 후원
- 2004년부터 2008년까지 삼성 하우젠컵 K리그를 후원했다.
  - 삼성 하우젠컵 상세 보기